# ジョン・C・フレモント
ジョン・チャールズ・フレモント（John Charles Frémont、1813年1月21日 - 1890年7月13日）、本名ジョン・チャールズ・フリーモント（John Charles Fremont）は、アメリカ陸軍将校で探検家。共和党の最初のアメリカ合衆国大統領候補者であり、また奴隷制に反対した政治要綱を持つ多数党からの最初の大統領候補者。自らを「偉大な開拓者（The Great Pathfinder）」の称号で名乗った。カリフォルニア州から初めて選出された合衆国上院議員の一人でもある。

## 若年期
フレモントはジョージア州サバンナで生まれた。彼の先祖は歴史家に議論されている。
1902年のフレモント家の家系図 によれば、彼はバージニア州の目立った社交家、アン・ビヴァリー・ホワイティングの息子で、アンは1807年5月14日、ノーフォーク出身の貧しいフランス人亡命者でフランス語教師のルイ=レネ・フレモントと再婚した。ルイ=レネ・フレモントはジャン=ルイ・フレモントの息子で、ジャン=ルイはケベックシティの商人で、パリ近くのサン＝ジェルマン＝アン＝レーから来た移民のチャールズ=ルイ・フレモントの息子となっている。
しかし、アンドリュー・ジャクソンの伝記の著者であるH・W・ブランズは、フレモントはアンとチャールズ・フレモン（Charles Fremon）の間の子供で、後にフレモント自身が、"e"にアクセントを付けて"t"を追加したと記載している。
彼は非嫡出子で、その社会的なハンディキャップを、民主党を率いた奴隷所有者、トーマス・ハート・ベントンの愛娘、ジェシー・ベントン（en:Jessie Benton Frémont） と結婚することで克服した、という説が多くの人に信じられている。

## アメリカ西部の探険
フレモントは、アメリカ合衆国西部の多角的測量の遠征を手伝い、また率いた。1838年と1839年、彼は、ミシシッピ川とミズーリ川の間の土地を探険するフランス人地理学者、ジョセフ・ニコレット（en:Joseph Nicollet）の手助けをし、1841年、ニコレットからの訓練で、フレモントはミシシッピ川の支流のデモイン川の大部分を地図にした。
1841年から1846年、フレモントと彼のガイドのキット・カーソンは、オレゴン・トレイルを通ってシエラネバダ山脈に入る遠征隊を率いた。シエラネバダの探険の間、フレモントはタホ湖を見た最初のヨーロッパ系アメリカ人になったことは広く認識されている。彼はまた、グレートベースンは海への水のはけ口がないことを究明し、セント・ヘレンズ山などの火山も地図に起こした。
1846年春、フレモントは国務省の命を受けてロッキー山脈からコロンビア川に到着する最短ルートを求めてカリフォルニアに到着した。当時のカリフォルニアはメキシコ領で、首都のメキシコシティからは遠く離れ、人口わずか1万人の辺境の地だった。フレモントは、ホセ・R・ベレイェサとラモンとフランシソの双子のデ・ハロ兄弟（最初のサンフランシスコ知事フランシスコ・デ・ハロ（en:Francisco De Haro）の息子）の3名の民間人の殺害を、現在のサンラフェル（San Rafael）の近くで命令した。
この殺人は、フレモントの政治生命を妨げ、彼が望んだ最初のカリフォルニア州のアメリカ人知事の地位に就くことを阻んだ。半世紀後にこの殺人について書いた歴史家、ロバート・A・トンプソンは、「カリフォルニア州民は、この日のことを激しい情抜きでは口には出せない」と記している。
その同年、フレモントはカリフォルニア軍事総督のカストロに探検の許可を求め、カストロもいったんはこれを許可するが、後にカストロは、フレモントのカリフォルニアでの行動に疑問を感じ、探検の許可を撤回する。しかし、フレモントはこれを無視して探検を断行。さらに、地元の入植者を独立運動を扇動してメキシコ当局に対して反乱を起こさせたという。これは、米墨戦争の発端となった。
ウィリアム・アイダひきいるカリフォルニアの反乱軍は1846年6月6日、カリフォルニア共和国の独立を宣言するが、同国は7月5日、ロバート・F・ストックトン海軍准将ひきいるアメリカ艦隊の上陸とともに合衆国に吸収されていく。その後、合衆国騎馬ライフル部隊（U.S. Mounted Rifles)、後の第3機甲騎兵連隊（3d Armored Cavalry Regiment））の中佐となったフレモントは、ストックトンの指揮下で行動し、米墨戦争の間、カリフォルニア州サンタバーバラの占領のため300名の軍事遠征隊を率いた。彼は部隊とともにサンマルコス峠（en:San Marcos Pass）を通ってサンタイネス山脈（en:Santa Ynez Mountains）を越え、砦と町を占領した。1847年1月、この戦争で負けたアンドレ・ピコ将軍は、負傷者を増やすことを避けて後に降伏し、カフエンガ条約を調印、カリフォルニアにおける米墨戦争は終結する。
1850年、地形測量工兵隊（Corps of Topographical Engineers）の一員として北アメリカ大陸西部において地理学へ貢献したとして、フレモントはイギリスの王立地理学会から金メダル（パトロンズ・メダル）を贈られた。

## 政治

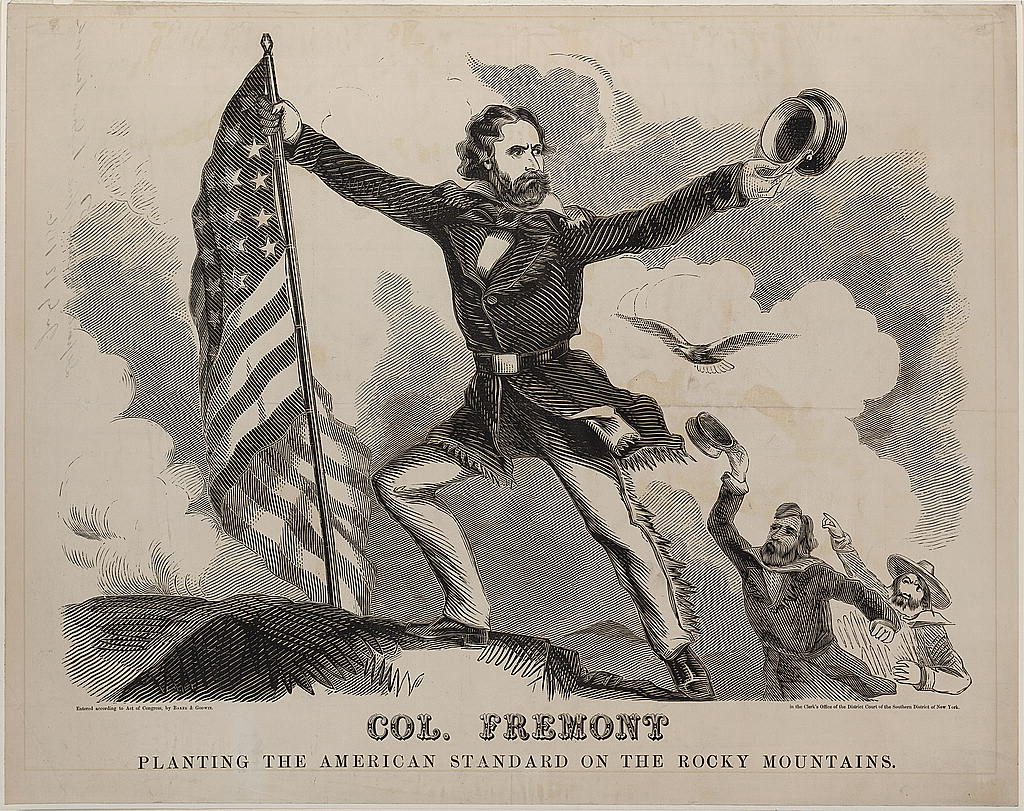
「フレモント大佐がロッキー山脈に米国旗を立てた」とアピールする大統領選ポスター

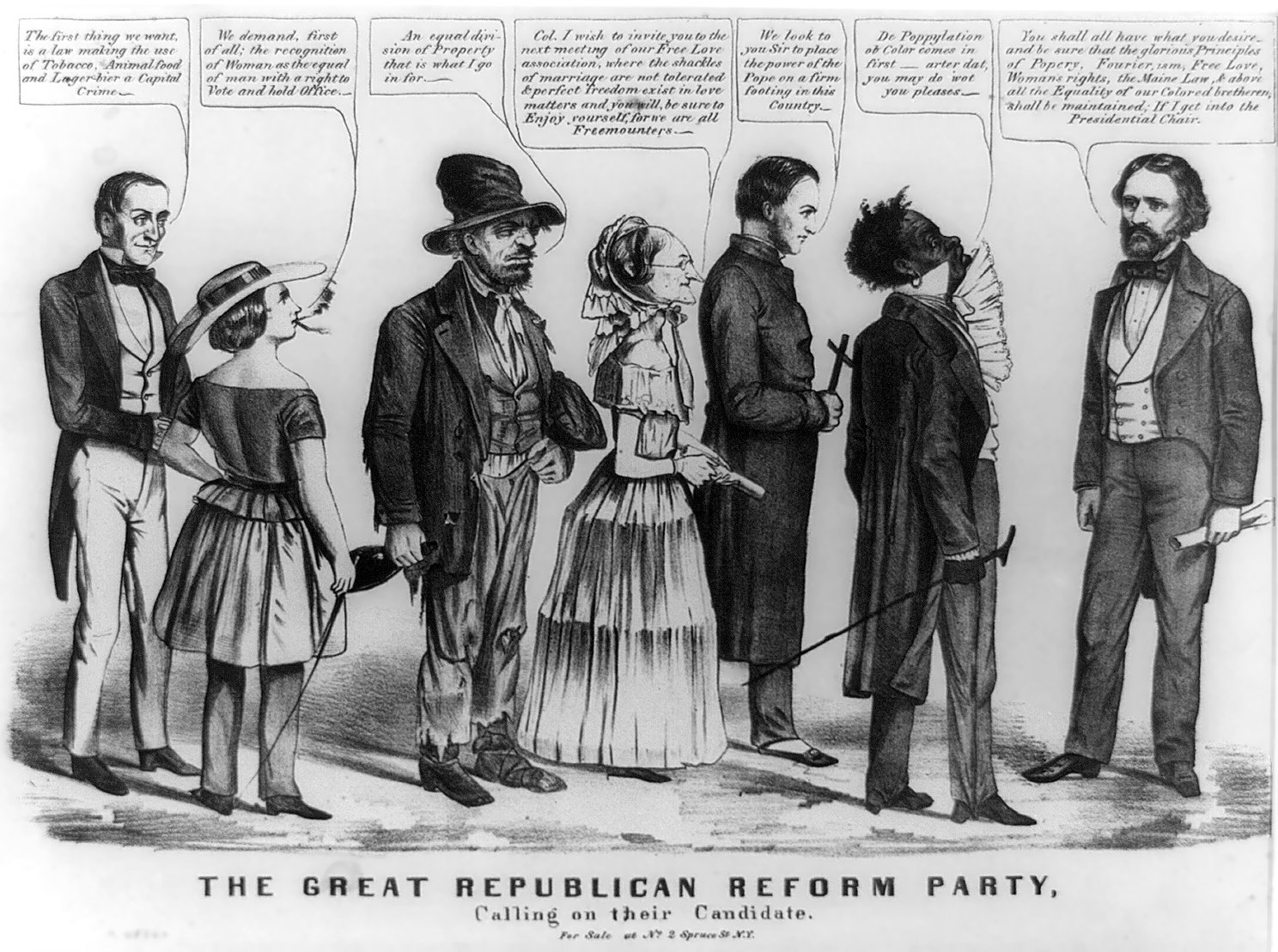
禁欲主義、フェミニズム、社会主義、自由恋愛、カトリシズム、人種平等、をフレモントが公約する風刺画

1847年1月16日、ストックトン准将はカフエンガ条約の後、フレモントをカリフォルニア州軍事知事に任命し、カリフォルニア州における米墨戦争は終わった。しかし、フレモントより地位が上で、自らを正当な知事と信じていたアメリカのスティーブン・W・カーニー将軍は、連邦政府に対して、命令を下す権威は自分にあることの確認書を要求するとともに、自分の許可を得ず知事に就任したフレモントの行為は反乱罪にあたるとしてフレモントを捕まえてワシントンD.C.に送還し、そこでフレモントは反乱罪を宣告された。しかしジェームズ・ポーク大統領は、即座に彼を赦した。
1849年12月20日、カリフォルニア州議会の投票で、フレモントと民主党のウィリアム・グウィンの2名が初代のカリフォルニア州選出合衆国上院議員となった。フレモントはグウィンより多く得票したものの、抽選によりフレモントは先に改選される短い方の任期となり、1850年9月10日に就任し1851年3月3日に任期満了で退任した。1856年、新しい共和党は彼を最初の大統領候補者に指名した。1856年の合衆国大統領選で彼は、当時アメリカ党（American Party）の候補者、ミラード・フィルモアを上回ったが、ジェームズ・ブキャナンに敗北した。選挙人団の得票数では、カリフォルニア州で負けた。

## 南北戦争
フレモントは南北戦争時は少将で、1861年5月から11月までの、陸軍の西部方面局（Department of the West）の司令官として務めた時期は賛否両論がある。
フレモントは、どちらの側にも軍や物資を供給しないのであるならば、ミズーリ州に中立のままでいることを許可するとしたプライス・ハーニー協定（en:Price-Harney Truce）を交渉した、ウィリアム・S・ハーニー（en:William S. Harney）の後を継いだ。
フレモントはナザニエル・ライアン将軍に、正式にミズーリ州を北軍側に付けるよう命令した。ライアンは、フレモントより前に、ハーニーの後を継ぐ西部方面局の臨時司令官に任じられていて、最終的にはライアンが後を継ぐ予定だった。一連の戦いでライアンは、クレイボーン・ジャクソン（en:Claiborne Fox Jackson）ミズーリ州知事を強制退去させ、親合衆国の州政府を導入した。8月のウィルソンズ・クリークの戦いでライアンが殺された後、フレモントは州に戒厳令を導入し、脱退論者の私有財産を没収して州の奴隷を解放した。
この指令がミズーリ州（と、その他の合衆国が統制している奴隷州）を南部の側に傾かせることを恐れたエイブラハム・リンカーンは、フレモントに指令を改正するよう求めた。フレモントはこれを拒否し、彼の妻にこの件を弁護させた。リンカーンはこれに応じ、布告の破棄とフレモントの解任を1861年11月2日に命令した。
1862年3月、フレモントはウェストバージニア州で違うポストに再任したが、ストーンウォール・ジャクソンとの数回の戦いに敗れ、辞任した。

## 晩年
フレモントはつかの間、強硬な奴隷制撤廃論者の集団、共和党急進派の候補者となった。リンカーンの立場を転覆させようとしたが、1864年9月にこの選挙運動は断念された。
1866年、フレモントはパシフィック鉄道（en:Pacific Railroad）の資産をサウスウェスト・パシフィック鉄道（en:Southwest Pacific Railroad）に再編成したが、これは後にミズーリ州によって再入手された。
1878年から1881年、フレモントはアリゾナ準州の知事に任命された。1890年7月13日、彼はニューヨークシティのホテルで腹膜炎で死亡し、ニューヨーク州ロックランド郡のロックランド墓地に埋葬された。
フレモントを称えて、いくつかの植物の学名に命名されている（John C. Frémont botanical nomenclature eponymsを参照）。

## 参考
- en:John C. Frémont 05:44, 16 February 2007の版
- Nevins, Allan. Fremont: Pathmarker of the West, Volume 1: Fremont the Explorer; Volume 2: Fremont in the Civil War (1939, rev ed. 1955)

## 脚註
1. ↑  Roy, Pierre-Georges. La famille Frémont, Lévis, 1902. p. 84.
2. ↑  Brands, H.W. Andrew Jackson: His Life and Times, Doubleday, 2005. p. 190.
3. ↑  Nevins, p. 194.
4. ↑  "San Francisco History: The Beginnings of San Francisco, Appendix D". San Francisco Genealogy. URL retrieved on January 24, 2007.
5. ↑  Thompsen Robert A. (1905) History of Calfiornia, Vol. 5. Berkeley: University of California Press. p. 174-75.
6. ↑  内藤陽介『大統領になり損ねた男たち』　中公新書
7. ↑  “Medals and Awards, Gold Medal Recipients” (PDF).   Royal Geographical Society. 2014年6月6日閲覧。
8. ↑  “100 Years of Service” (1960年). 2006年4月20日閲覧。